# رحيملي (غورانبوي)
رحيملي هي قرية وبلدية تركية قديمة في منطقة جورانبوي في أذربيجان. ويبلغ عدد سكانها 1,109 نسمة (2009).[بحاجة لمصدر]

## التاريخ
قرية رحيملي هي واحدة من أقدم المستوطنات في أذربيجان. في الوقت الحاضر، لا تزال القرية تحتوي على آثار مختلفة من القرن الثامن عشر.

## المعالم التاريخية
أضرحة عائلة ميرزا أديغوزال بك (بالأذربيجانية: Mirzə Adıgözəl bəy ailəsinin türbələri) هي آثار تاريخية ومعمارية تقع في قرية رحيملي في منطقة غورانبوي، في أذربيجان.
لقد عُد حتى الآن ستة أضرحة في مقبرة قرية رحيملي. بُنيَت أربعة أضرحة كبيرة من الطوب المخبوز وضريحان صغيران من حجر النهر. وتُعرف من واجهات المقابر، من خلال النقوش على ألواح الجبس المثبتة على الجدار الغربي. في أحدها دفن المؤرخ الأذربيجاني ميرزا أديجوزال بك، وفي المقابر الأخرى دفن أفراد عائلته. تاريخ وفاة ميرزا أديجوزال بك مسجل على القبر بـ1847/1848، واسم الخطاط الذي كتب النقش مكتوب ميرزا مهدي كنجوي.